# Ambrosiano Milano
L'Ambrosiano Milano è stata una squadra di hockey su ghiaccio di Milano. La squadra nacque nel 1931 disputando il campionato di serie A di quell'anno (stagione 1931/32) prima di sciogliersi già al termine del campionato stesso. Durante l'anno giocò alcune partite amichevoli con la denominazione HC Milano III.